# Aleksandr Gordon
Aleksandr Gordon (russisk: Алекса́ндр Вита́льевич Гордо́н) (født 26. december 1931 i Moskva i det Sovjetunionen, død 7. december 2020 i Moskva i Rusland) var en sovjetisk filminstruktør, manuskriptforfatter og skuespiller.

## Filmografi
- Ubijtsy (Убийцы, 1956)[1]
- Segodnja uvolnenija ne budet (Сегодня увольнения не будет..., 1959)